# Ciné-club (émission de télévision)
Pour les articles homonymes, voir Ciné-club (homonymie).
Le Ciné-Club est une émission de télévision française consacrée au cinéma dit « classique » ou ciné-club, créée, sur décision de Pierre Sabbagh, le 10 octobre 1971 par les historiens du cinéma Claude-Jean Philippe et Patrick Brion, et diffusée chaque dimanche soir en seconde partie de soirée sur la deuxième chaîne couleur de l'ORTF jusqu'au 5 janvier 1975, puis chaque vendredi soir sur Antenne 2 aux alentours de 23 heures.
Le célèbre indicatif sur la valse Amour et Printemps composée par Émile Waldteufel, jouée à l'orgue limonaire Gavioli du Lekkerkerker, annonçait l'émission.

## Principe de l'émission
L’émission, qui réunit en moyenne un million de fidèles, entend se consacrer à tous les cinémas, du cinéma muet au cinéma italien, brésilien, en privilégiant bien sûr les grands classiques américains. Les œuvres programmées, qui appartiennent au patrimoine cinématographique mondial, sont diffusées en version originale sous-titrée en français et, en règle générale, dans leur format pellicule d'origine. Les films étaient la plupart du temps regroupés en cycles (cycle « Hommage à la MGM », cycle « Ernst Lubitsch », cycle « Œuvres intimes des grands cinéastes », etc.). Chaque film était précédé d'une courte séquence de présentation par Claude-Jean Philippe, lequel précisa : « Je n'ai rien inventé. Depuis ses débuts la deuxième chaîne a toujours diffusé avec plus ou moins de régularités des films de qualité en version originale... La diffusion de films de qualité en version originale a progressivement disparu dans les années 1967, 1968, 1969, 1970... au point que la naissance du ciné club en octobre 1971 est apparue comme une nouveauté, alors que ce n'était qu'une renaissance. »
La première œuvre diffusée dans le cadre du Ciné-Club fut Docteur Mabuse le joueur, film muet allemand de Fritz Lang (1922).
Le dernier film diffusé fut Quarante tueurs (Forty Guns) de Samuel Fuller le 8 avril 1994.
À partir de septembre 1996, France 2 diffuse un nouveau Ciné-club, entièrement consacré au cinéma français et européen. Ce Ciné-Club a d'abord été présenté par Frédéric Mitterrand puis, à partir de 2006, par Thierry Chèze. Diffusé le lundi soir en troisième partie de soirée, il présente chaque œuvre au sein d'une émission de trois minutes, mêlant images du film et images d'archives de l'époque, sur un commentaire de Thierry Chèze mettant en relief la portée du film au moment de sa sortie ainsi que son retentissement actuel.
En 2024, Ciné Club revient sur Public Sénat avec Claire Chazal.

## Contexte historique
Après les événements de mai 1968 et le départ du général de Gaulle président de la République, le 28 avril 1969, l'élection de Georges Pompidou et son nouveau gouvernement réformateur piloté par Jacques Chaban-Delmas, la programmation des deux chaînes nationales publiques de l'ORTF est sensiblement modifiée. La programmation et la promotion des films est significativement revue car l'industrie du cinéma se plaint de la concurrence du petit écran affectant la fréquentation des salles. Jusqu'à la rentrée scolaire de 1972, le jeudi est traditionnellement le jour où les enfants n'ont pas classe; l'après midi et l'avant soirée à la télévision leur est consacrée. Pour les plus grands, la première chaîne propose depuis le milieu des années 1960, une case cinéma en soirée, certains jeudis ainsi que chaque dimanche, à 20h30.
Au début des années 1950, le journaliste François Chalais propose le rendez-vous télévisuel À vous de juger. Dans son premier volet, cette émission présente et commente quatre à cinq films venant de sortir au cinéma; le second volet traite un panorama complet de l'actualité du cinéma. En délivrant une certaine critique, l'émission propose toutefois au téléspectateur de faire son choix, en connaissance de cause et pour tous types de cinéma. L'émission est programmée le jeudi mais à cette époque, la télévision n'a pas encore fixé les critères pour fidéliser son public et la programmation de l'émission fluctue au fil des mois et des années soit le jeudi, soit le vendredi et elle peut être parfois déplacée en deuxième partie de soirée après 22h. En octobre 1953, l'émission prend le titre Plaisir du cinéma et François Chalais la coprésente provisoirement avec l'actrice Odette Joyeux pour une année. En novembre 1956, l'émission « Cinéma en liberté » d'une durée d'une heure est proposée chaque jeudi soir après le journal, jusqu'en avril 1957. En octobre 1960, Chalais qui produit aussi le mensuel « Cinépanorama » également le jeudi soir entre février 1956 et décembre 1962, cède sa place à Monique Chapelle qui reprend l'animation d'À vous de juger jusqu'en 1968.
Intitulée provisoirement « Ce soir... Au cinéma » en 1969, l'émission produite par Armand Panigel se conforme dès 1970, aux titres des autres émissions alternatives de la même case du jeudi : Au Théâtre ce soir et « Au Music-hall ce soir », un rendez-vous conçu par Pierre Sabbagh, devenant ainsi Au Cinéma ce soir.
Sensiblement différente car axée sur un jeu et l'actualité des films, l'émission Monsieur Cinéma proposée et présentée par Pierre Tchernia et Jacques Rouland, diffusée chaque dimanche après-midi sur la deuxième chaîne couleur de l'O.R.T.F. du 18 septembre 1967 à 1972. Entre 1975 et 1977 puis entre 1978 au 28 juin 1980, elle revient sur la chaîne publique Antenne 2.

## Générique
L'indicatif musical du générique de l'émission est Amour et printemps, valse composée par Émile Waldteufel et interprétée à l'orgue de Barbarie.